# غيل هنري
غيل هنري (بالإنجليزية: Gale Henry)‏ (15 أبريل 1893 - 17 يونيو 1972) كانت ممثلة أفلام كوميدية أمريكية و لقد ظهرت في 238 فيلما ما بين عامي 1914 و 1933.

## روابط خارجية
- غيل هنري على موقع IMDb (الإنجليزية)
- غيل هنري على موقع أول موفي (الإنجليزية)
- غيل هنري على موقع قاعدة بيانات الأفلام السويدية (السويدية)
- غيل هنري على موقع قاعدة بيانات الفيلم (الإنجليزية)
- Gale Henry at Women Film Pioneers Project
- غيل هنري  على موقع أول موفي